# Odda
Oddaⓘ ist ein Ort und eine ehemalige Kommune in der norwegischen Provinz (Fylke) Hordaland (2020 Teil von Vestland geworden). Im Zuge der Kommunalreform in Norwegen wurden Odda und Jondal zum 1. Januar 2020 mit Ullensvang zusammengeschlossen. In der Kommune lebten auf einer Fläche von 1674 km² 6.745 Einwohner (Stand: 1. Januar 2019). Die Kommunennummer war 1228. Letzter Bürgermeister war Roald Aga Haug (Ap).

Lage von Odda in Hordaland

Wappen der ehemaligen Kommune

Odda liegt am inneren Ende des Sørfjords, eines sich tief in die 1200–1300 m hohe Bergwelt einschneidenden Seitenarms des Hardangerfjords, eingerahmt vom Folgefonna-Gletscher und den steilen Berghängen der Hardangervidda.
Die Hauptsiedlung Odda ist zusammen mit ihren benachbarten Ortschaften Tyssedal und Eitrheimsnes ein Schwerindustrie-Standort, dessen rauchende Fabrikschlote den Ruf von Odda in den letzten Jahren prägten. Obwohl die meisten Reiseführer Odda nicht sonderlich empfehlen, ist abseits der Industrieregion um Odda Norwegens Naturschönheit erhalten geblieben.

## Geschichte
Um 1900 war Odda das beliebteste Ziel wohlhabender Sommergäste des Fjordlands, zeitweise sogar das meistbesuchte. So besuchte Kaiser Wilhelm jeden Sommer von 1891 bis 1914 Odda; ihm folgte eine lange Reihe europäischer Fürsten und Könige. Die Gäste logierten z. B. im Hotel Hardanger, entworfen von Hans Heinrich Jess. Die Fassade des im nationalromantischen Schweizerstils 1896 erbauten Gebäudes war wirkungsvoll zum Fjord hin ausgerichtet.
1906 erfolgte der erste Spatenstich zum Bau des Kraftwerk Tyssedal (Tysso I) (Fertigstellung 1908) um die im Entstehen begriffenen Karbid- und Cyanamidfabriken im Ortskern von Odda mit elektrischer Energie zu versorgen. Die Karbidfabrik, deren Produktion dementsprechend 1908 anlief, war damals die weltweit größte.
Innerhalb von drei bis vier Jahren stieg die Einwohnerzahl von Tyssedal von 30 auf 1000 und in Odda von 600 auf 4000 Einwohner, beide Industrie-Standorte nur sechs Kilometer voneinander entfernt.
Mit Ausbruch des Ersten Weltkrieges 1914 war es mit der ländlichen exklusiven Ferienidylle am ganzjährig eisfreien Fjord endgültig vorbei.
1927 erfand Erling Johnson im Schmelzwerk (Odda Smelteverk) einen Prozess zur Produktion von Düngemitteln. Dieser Herstellungsprozess wird als Odda-Prozess bezeichnet.
1970 war der Sørfjord erneut in den Schlagzeilen, weil er durch die Abfallprodukte der Schwerindustrie so stark belastet war, dass abzusehen war, dass alle Lebewesen im Fjord absterben würden. Er war der Fjord mit der stärksten Belastung durch Schwermetalle. Es gründete sich ein Umweltschutzkomitee, das mit der Unterstützung von Politik, Wirtschaft und Wissenschaft nach neuen Wegen für eine umweltfreundlichere Schwermetallproduktion suchte. Seit Mitte der 1980er Jahre wird ein Großteil der Abfallprodukte in Hallen im Berginneren deponiert.
2003 meldete das Odda Smelteverk Konkurs an.

## Verkehr
Der Folgefonnatunnel verbindet seit 2001 Odda mit der Kommune Kvinnherad. Die Europastraße 134 (Haukelivegen) führt an Røldal vorbei. Diese Straße führt über das Haukelifjell und verbindet den westlichen Landesteil (Vestlandet) mit dem östlichen (Østlandet). Die Strecke hat viele Tunnel und ist daher ganzjährig offen.

## Sehenswürdigkeiten der Kommune

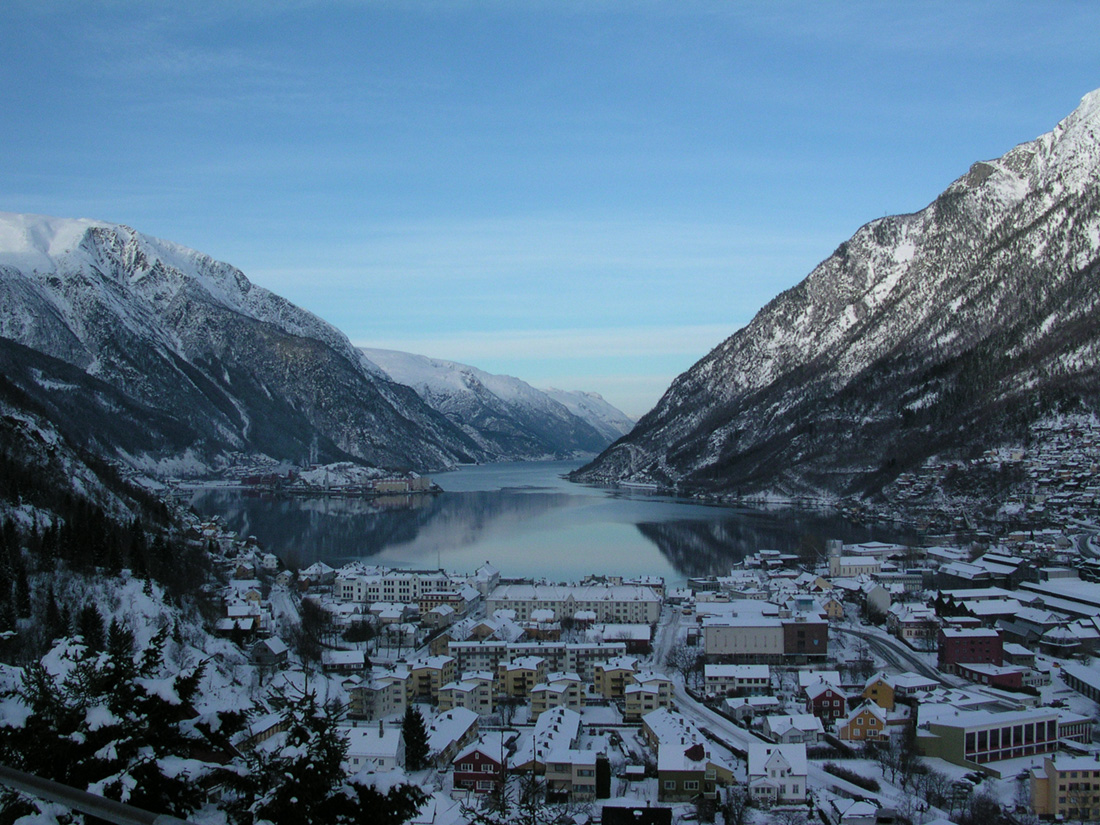
Odda im Winter 2004

Im Odda selbst befindet sich das Industriemuseum, das über die wechselvolle Geschichte Oddas von 1850 bis heute informiert.
Der Wasserfall Låtefoss liegt ca. 15 km südlich von Odda direkt an der Straße 13.
Das südwestlich von Odda gelegene idyllische Buartal ermöglicht den Zugang zum Buarbreen, einem Teil des Folgefonna-Gletschers.
Im sechs km nördlich am Ostufer des Sørfjordes gelegenen Tyssedal liegt das unter Denkmalschutz stehende Gebäude des bis 1996 betriebenen und nun zum Museum umgebauten Wasserkraftwerkes Tysso I (s. a. unter Geschichte), eines Ankerpunkts der Europäischen Route der Industriekultur. Oberhalb Tyssedals liegt im Skjeggedal der Stausee Ringedalsvatn. Die Trolltunga (auf Deutsch „Trollzunge“) über dem Ringedalsvatn ist ein beliebtes Ziel von Bergwanderern (22 km, 900 Meter Höhenunterschied), führt auf Grund des Schwierigkeitsgrades jedoch des Öfteren zu Rettungseinsätzen.
In Røldal befindet sich eine ca. 1200–1250 erbaute Stabkirche, die sich im 14. Jahrhundert zu einem bekannten Pilgerziel entwickelte. Ebenfalls in Røldal liegt ein beliebtes Skigebiet mit Skilift.
Nördlich von Odda liegt das Freilichtmuseum Agatunet.

## Film
Odda war Drehort für die Netflix-Serie Ragnarök. Der Name der Stadt wurde für die Serie leicht in Edda verändert um den in der Serie zentralen Bezug zur Welt der nordischen Mythen und Sagen herzustellen. Viele reale Orte von Odda tauchen immer wieder in der Netflix-Serie auf: Die „Odda Ungdomsskole“ war Drehort für die zahlreichen Schulszenen und das Fast-Food-Restaurant „Edda Grill“ heißt tatsächlich „Odda-Grillen“, die in Odda ansässigen Industriebetriebe sind in der Serie Werksanlagen von Jutul Industries. Das einschüchternde Wohnhaus der Familie Jutul ist jedoch ein CGI-Produkt im nordischen Drachenstil. In Odda steht an dieser Stelle das Trolltunga apartments Viking Haug. Auch die über Tyssedal in den Bergen liegende imposante Felszunge Trolltunga ist in einigen Folgen zu sehen.

## Personen mit Verbindung zur Kommune Odda
- Knud Knudsen (1832–1915), Fotograf und Pomologe
- Gro Holm (1878–1951), Autorin
- Erling Johnson (1893–1967), Chemiker und Entwickler des Odda-Prozesses
- Claes Gill (1910–1973), Lyriker
- Anne B. Ragde (* 1957), Schriftstellerin
- Frode Grytten (* 1960), Autor und Journalist
- Børge Brende (* 1965), Politiker und seit 2013 Außenminister Norwegens
- Ingvill Måkestad Bovim (* 1981), Leichtathletin
- Håkon Opdal (* 1982), Fußballspieler
- Anna Langås Jøsendal (* 2001), Fußballspielerin